# Steinþór Þorsteinsson
Steinþór Freyr Þorsteinsson est un footballeur islandais, né le 29 juillet 1985 à Kópavogur. Il évolue au poste de milieu défensif.

## Palmarès
- Breiðablik Kopavogur
  - Champion d'Islande de division 2 en 2005.